# Kvaternikovo náměstí (Záhřeb)
Kvaternikovo náměstí (chorvatsky Trg Eugena Kvaternika/Kvaternikov trg, lidově Kvatrić) se nachází v chorvatské metropoli Záhřebu. Umístěno je v severozápadní části města, mezi Maksimirem, Horním městem – Medveščakem a Dolním městem. 
Kříží se zde ulice Vlaška, Dragutina Domjanića, Maksimirska, Vjekoslava Heinzela a Pavao Šubića. Jedná se o rušnou dopravní křižovatku, přestupní bod tramvají a časté místo setkávání. Představuje také tramvajovou konečnou.

## Historie
Vzniklo při rozšiřování města na začátku 20. století na místě bývalé mýtné brány. Ta se nacházela na okraji města a obchodníci u ní platili za dovoz zboží do Záhřebu. Díky své původní okrajové lokalitě se náměstí nazývalo Pomezní (chorv. Međašni trg). Moderní městská zástavba okolo náměstí vznikla v 30. letech 20. století. Některé současné objekty vznikly až v 60. letech 20. století a tak zástavba na náměstí představuje různorodou směsici všech moderních architektonických stylů. 
Náměstí bylo dlouhodobě ve velmi špatném stavu a proto bylo rozhodnuto o jeho modernizaci. Přestože první soutěž byla vypsána již v roce 1980 a druhá v roce 1997, byla rekonstrukce prostranství provedena až v letech 2007–2008. Rovněž zde byly vybudovány podzemní garáže. V rámci rekonstrukce bylo nahrazeno 16 900 m2 vozovky a 11 100 m2 prostoru pro pěší. Byly rovněž kompletně nahrazeny a přeloženy veškeré inženýrské sítě. Původní nápad umístit na náměstí sochu Eugena Kvaternika, po němž získalo prostranství svůj název, nakonec nebyl realizován.